# Ондрашова
Ондрашова (словац. Ondrašová) — село, громада округу Турчянське Тепліце, Жилінський край. Кадастрова площа громади — 6.98 км².
Населення 84 особи (станом на 31 грудня 2018 року).

## Історія
Ондрашова згадується 1252 року.

## Географія
Протікають річки Полерєка і Веджер.

## Населення
| Рік:            | 1994. | 2004.    | 2014.    | 2024.    |
| --------------- | ----- | -------- | -------- | -------- |
| Кількість осіб: | 61    | 53       | 79       | 90       |
| Різниця:        |       | -13,11 % | +49,05 % | +13,92 % |

| Рік:            | 2023. | 2024.   |
| --------------- | ----- | ------- |
| Кількість осіб: | 91    | 90      |
| Різниця:        |       | -1,09 % |